# 經國集
《經國集》，日本平安時代初期的漢詩集。

## 成書
《經國集》是淳和天皇剌令中納言良岑安世、滋野貞主、南淵弘貞、菅原清公等人編纂，於天長四年（827年）完成。成書時間晚於同為剌撰漢詩文集的《凌雲新集》、《文華秀麗集》。書名典出曹丕的著名文論《典論‧論文》：「文章者，經國之大業，不朽之盛事」。

## 內容
詩集共收錄石上宅嗣、淡海三船、空海等178位漢詩作者作品，當中分為賦（17首）、詩（917首）、序（51首）、對策（38首）四類共20卷，但是其中14卷已告散伕，現在僅存6卷收錄於《群書類從》內。
與《懷風藻》這部較早面世的漢詩集不同，《經國集》收錄的詩歌不單包括五言詩，還包括長詩、雜言等種類的詩歌，而且著重平仄、押韻。

## 外部連結
- 經國集 （页面存档备份，存于）